# Daniel Nzika
Daniel Franck Nzika (ur. 16 lutego 1971 w Ouésso) – kongijski duchowny katolicki, biskup diecezjalny Impfondo od 2020.

## Życiorys
Święcenia kapłańskie otrzymał 9 grudnia 2000 i został inkardynowany do diecezji Ouésso. Po kilkuletnim stażu wikariuszowskim został ojcem duchownym seminarium propedeutycznego. W 2010 mianowany proboszczem parafii katedralnej oraz wikariuszem generalnym diecezji. W latach 2012–2015 studiował w Angers, a po powrocie do kraju ponownie objął funkcję wikariusza generalnego.
12 grudnia 2019 papież Franciszek mianował go biskupem diecezjalnym Impfondo. Sakry udzielił mu 1 marca 2020 nuncjusz apostolski w Kongo – arcybiskup Francisco Escalante Molina.